# Ловингстон (Вирџинија)
Ловингстон (енгл. Lovingston) насељено је место без административног статуса у америчкој савезној држави Вирџинија.

## Демографија
По попису из 2010. године број становника је 520.
| Група             | 2000.    | 2010.       |
| Белци             | 0 (0,0%) | 372 (71,5%) |
| Афроамериканци    | 0 (0,0%) | 102 (19,6%) |
| Азијати           | 0 (0,0%) | 7 (1,3%)    |
| Хиспаноамериканци | 0 (0,0%) | 14 (2,7%)   |
| Укупно            | 0        | 520         |